# Jungheinrich
Jungheinrich AG er et tysk børsnoteret selskab med hovedsæde i Hamborg, der driver virksomhed med produktion og salg af udstyr til materialehåndtering (gaffeltrucks, palleløftere m.v.) og intralogistik (automatisering af lager- og materialelogistik). Virksomheden er den tredjestørste, og i Europa den næststørste, indenfor dette marked.
I dag sælges virksomhedens produkter gennem datterselskaber eller forhandlere i over 100 lande. En stor del af produktionen foregår stadig i Tyskland. 

## Historie
Friedrich Jungheinrich grundlagde den 7. august 1953 virksomheden H. Jungheinrich & Co. Maschinenfabrik i Hamborg, hvor koncernens hovedkvarter stadig ligger. I 1956 åbnede en filial i Østrig og i 1960 etableredes et datterselskab  Schweiz.
I 1966 etablerede Jungheinrich nye faciliteter i Friedrichsgabe, i dag beliggende i Norderstedt, og produktionen blev løbende overflyttet til denne facilitet. Grundlæggeren Friedrich Jungheinrich døde den 28. januar 1968. I 1974 blev aktiviteter med udleje og handel med brugt udstyr udskilt i et selvstændigt selskab. En ny fabrik blev bygget i 1989 i Lüneburg. Virksomhedens tyske selskaber blev i 1990 samlet i et enkelt selskab, der blev noteret på på børsen. Stifterens familie har fortsat stemmemajoriteten i selskabet og kontrollerer fortsat selskabet.
Efter murens fald etableredes afdelinger i Tjekkiet og i Ungarn i 1991. I 1994 købte Jungheinrich virksomheden Steinbock und Boss Group, hvis produktion blev flyttet til Tyskland og mærkerne 'MIC' og 'Steinbock und Boss' blev opgivet, hvorefter gaffeltrucks herefter alene blev solgt under mærket Jungheinrich. I 2006 åbnede Jungheinrich en samlefabrik i Qingpu ved Shanghai i Kina, og i 2015 åbnede en afdeling i fabrik i Kuzajevo nær Moskva, der leverer reservedele til Rusland og flere af de tidligere sovjetrepublikker.
Ved udgangen af 2015 overtog Jungheinrich tyske MIAS Group, der havde specialiseret sig i levering af udstyr til lagerlogistik.

## Jungheinrich i Danmark
Et dansk datterselskab blev etableret den 1. december 1967, og virksomheden har i dag kontorer i Brøndby ved København og i Horsens, hvor der er værksted og showroom. 

## References
1. ↑  Florian Langenscheidt, Bernd Venohr (Hrsg.): Lexikon der deutschen Weltmarktführer. Die Königsklasse deutscher Unternehmen in Wort und Bild. Deutsche Standards Editionen, Köln 2010, ISBN 978-3-86936-221-2. (tysk)
2. ↑  "Geschichte Jungheinrich Schweiz AG". jungheinrich.ch (tysk). Arkiveret fra originalen 2019-10-14. Hentet 2020-01-02.
3. ↑  "Jungheinrich steigt in den MDax auf". handelsblatt.com (tysk). 2014-12-02. Hentet 2014-09-03.
4. ↑  "Changes in the indices" (PDF) (engelsk). Deutsche Börse. 2018-09-05. Arkiveret fra originalen (PDF) 2018-09-06. Hentet 2018-09-05.
5. ↑  Bowen, David (1994-06-12). "Lancer Boss 'forced under'" (engelsk). Independent. Arkiveret fra originalen 2012-01-15. Hentet 2020-01-02.
6. ↑  "History". jungheinrich.com=. Arkiveret fra originalen 2019-11-08. Hentet 2020-01-02.
7. ↑  Schweikl, Tobias (2015-10-26). "Gabelstapler: Jungheinrich baut auf Russland". logistra.de (tysk). Arkiveret fra originalen 2019-11-08. Hentet 2020-01-02.
8. ↑  Pieringer, Matthias (2015-05-21). "Personalie: Jungheinrich baut Vorstand aus". logistik-heute.de (tysk). Arkiveret fra originalen 2019-11-08. Hentet 2020-01-02.